# 제시 아레스
제시 아레스(독일어: Jessy Ares, 1980년 8월 2일 ~ )는 독일의 포르노 배우이자 음악가로, 주로 게이 분야에서 활동한다. 음악가로 활동할 때에는 아레스티라도(Arestirado)라는 이름으로 활동한다.